# Gerardo Galindo
Gerardo Gabriel Galindo Martínez (Cuernavaca, 23 maggio 1978) è un ex calciatore messicano, di ruolo centrocampista.